# Lhotka (Olešnice)
Lhotka je malá vesnice, část obce Olešnice v okrese České Budějovice v Jihočeském kraji. Nachází se asi dva kilometry severně od Olešnice. Je zde evidováno 32 adres. V roce 2011 zde trvale žilo 25 obyvatel.
Lhotka leží v katastrálním území Lhotka u Třebče o rozloze 3,38 km². V katastrálním území je evropsky významná lokalita Stropnice (kód CZ0313123).

## Historie
První písemná zmínka o vesnici pochází z roku 1375.

## Obyvatelstvo
| Rok            | 1869 | 1880 | 1890 | 1900 | 1910 | 1921 | 1930 | 1950 | 1961 | 1970 | 1980 | 1991 | 2001 | 2011 | 2021 |
| -------------- | ---- | ---- | ---- | ---- | ---- | ---- | ---- | ---- | ---- | ---- | ---- | ---- | ---- | ---- | ---- |
| Počet obyvatel | 133  | 128  | 119  | 129  | 139  | 130  | 113  | 91   | 92   | 72   | 52   | 36   | 25   | 25   | 43   |
| Počet domů     | 24   | 25   | 25   | 24   | 28   | 28   | 30   | 24   | 23   | 22   | 23   | 25   | 28   | 31   | 35   |

## Obecní správa
Při sčítání lidu v letech 1850–1920 Lhotka byla osadou obce Olešnice v okrese České Budějovice (v letech 1850–1910 Budějovice). V letech 1920–1943 byla samostatnou obcí v okrese České Budějovice. V letech 1943–1945 byla znovu osadou obce Olešnice, ale v letech 1945–1962 byla uváděna znovu jako obec, se kterým patřily nejprve do okresu České Budějovice, ale v roce 1950 v okrese Trhové Sviny a od roku 1960 opět v okrese České Budějovice. Od 1. ledna 1963 do 30. června 1975 byla osadou obce Třebeč v okrese České Budějovice. Od 1. července 1975 je opět částí obce Olešnice v okrese České Budějovice.